# Red de Centros de Formación Técnica Estatales de Chile
La Red de Centros de Formación Técnica Estatales de Chile (CFTECH), es la institucionalidad superior técnica profesional chilena, creada por Ley, el 21 de marzo de 2016, organizadora y agrupadora de los 15 Centros de Formación Técnica Estatales, constituidos como corporaciones públicas; nacionales, ⁣autónomas, pertinentes, plurales, descentralizadas, regionales y estatales; dependientes del Ministerio de Educación de la República de Chile.

## Historia
La Presidenta Michelle Bachelet Jeria en su segundo gobierno (2014-2018), el 21 de marzo de 2016, promulgó la Ley 20.910, que creó 15 nuevas centrales formativas técnicas estatales en Chile.
La Subsecretaría de Educación Superior elaboró un Plan de Fortalecimiento de los Centros de Formación Técnica Estatales para el periodo 2022 – 2026, en conjunto con las autoridades de los CFT estatales. Los Centros de Formación Técnica, han sido estudiados por organizaciones independientes, como una política pública que favorece la productividad regional.